# اکستازی (ترانه بروک کندی)
«اکستازی» یا «اکستسی» (به انگلیسی: XXXTC) ترانه‌ای از خواننده بروک کندی به‌همراهٔ خواننده-ترانه‌پرداز انگلیسی چارلی ایکس‌سی‌ایکس و رپر آمریکایی ملیبو میچ می‌باشد که در ۲ ژوئیهٔ سال ۲۰۱۹ از سوی نوکس به‌عنوان تک‌آهنگ اصلی نخستین آلبوم کندی تحت عنوان سکسورسیسم منتشر گردید.